# Theodorus Ignatius Welvaarts
Theodoor Welvaarts (Schijndel, 20 juni 1840 – Postel, 13 december 1892) sinds 1863 bekend onder de kloosternaam Ignatius, was een vooraanstaand regulier kanunnik van de Abdij van Postel, die mede door toegewezen functies als prior, bibliothecaris en archivaris binnen deze norbertijnenabdij kon uitgroeien tot een toonaangevend geschiedschrijver en letterkundige in Vlaanderen en Noord-Brabant, maar in het bijzonder binnen zowel de Belgische als Nederlandse Kempen en de Meierij van 's-Hertogenbosch.

## Biografie

### Jeugd
Welvaarts groeide op in een argrarisch gezin in Schijndel en genoot in diezelfde plaats ook de lagere school. In 1852, op 12-jarige leeftijd, mocht Welvaarts het gezin volgens geheel katholieke traditie vertegenwoordigen op het seminarie te Sint-Michielsgestel, om vervolgens in 1859 zijn studie humaniora te volbrengen aan het gymnasium te Gemert. Voordat Welvaarts uiteindelijk naar Postel trok, studeerde hij nog bij de jezuïeten in Ravenstein. Vermoed wordt dat de invloed van de Norbertijnen uit Heeswijk, die diensten verrichten in de Schijndelse Sint-Servatiuskerk, een sterke rol hebben gespeeld bij de uiteindelijke levenskeuze om naar Postel te trekken.

### Toewijding aan de Abdij Postel-Molle
Welvaarts inkleding vond eind 1863 plaats, ontving daarbij de kloosternaam Ignatius en niet lang daarna vertrok Welvaarts voor een jaar naar het noviciaat in de Abdij van Tongerlo. In 1865 deed hij de kleine en in 1868 de groote professie en in 1870 vond de priesterwijding te Mechelen plaats. Welvaarts heeft in de jaren daarna meerdere functies bekleed en werd in het zelfde jaar als de priesterwijding al snel onderbibliothecaris. Drie jaar later in 1873 werd hij alweer benoemd tot bibliothecaris-archivaris, hoewel deze benoeming bij het kapittel pas in 1880 officeel werd. Daarvoor kreeg de archivaris ook al de functies lector filosofie, leraar wijsbegeerte en novicenmeester toegewezen. In 1886 werd Welvaarts benoemd tot prior en lector met betrekking tot de heilige schrift, maar werd in 1892 alweer uit dit lectorschap ontheven, om vervolgens weer benoemd te worden tot novicemeester.

### Geschied- en heemkundige bijdragens
Nadat Welvaarts toegang kreeg tot het archief van de abdij, besteedde hij zijn beschikbare tijd aan het sorteren, vertalen en overschrijven van vele charters. Hierdoor wist Welvaarts veel historische kennis en feiten omtrent de streek te vergaren. Daarnaast wijdde hij zijn historische publicaties voornamelijk aan de abdij zelf, maar ook aan zowel Belgische als Nederlandse Kempendorpen die in het verleden door bepaalde goederen en bezittingen verbonden waren aan de Postelse abdij. Door zijn voorstudies heeft Welvaart een grote bijdragen weten te leveren voor de regionale geschied- en heemkunde, maar ook voor een aantal streken verdeeld over Vlaanderen en het zuiden van Nederland. In een tijdsbestek van 15 jaar wist hij meer dan 3000 bladzijden aan historische tekst met vele documenten in extenso bijeen te schrijven. De erkenning van zijn auteurschap liet niet op zich wachten en verleende Welvaarts vanaf 1883 toegang tot verschillende historische genootschappen. Enkele voorbeelden hiervan zijn: Het Leuvens letterkundig genootschap Met tijd en vlijt, corresponderend lid van het Provinciaal Genootschap van Kunsten en Wetenschappen in Noord-Brabant, erelid van de Nederduitsche Bond van Antwerpen, medewerker van het Nederlandsch Aardrijkskundig Genootschap, erelid van de Pius-Vereeniging te Amsterdam en lid voor het leven van de Société d’Archéologie te Brussel. Daarnaast schreef Welvaarts ook vanaf 1887 voor tijdschriften als Het Belfort en de Dietsche Warande, waarvan beide later fuseerde tot het literair-culturele tijdschrift DW B. De literaire begaafdheid van Welvaarts beperkte zich niet alleen tot op archief gebaseerde historische publicaties, zo bleek de prior uit archieven van de Schijndelse heemkundekring ook een verfijnd prozaïsch dichter te zijn en schreef daarnaast ook over verschillende volksverhalen, waarvan de Schijndelse legende Sleutje's Spook uit 1890 de bekendste is en welke later ook verfilmd werd. De historisch-literaire productie van Welvaarts zou waarschijnlijk nog volumineuzer geworden zijn indien zijn navorsingen niet door een vroegtijdige dood afgebroken waren. Welvaarts overleed op 13 december 1892 te Postel.
- Bibliothèque nationale de France: cb10716580w (data)
- Biografisch Portaal: 36193921
- Digitale Bibliotheek voor de Nederlandse Letteren: welv001
- Gemeinsame Normdatei: 1200506162
- International Standard Name Identifier: 0000 0003 8965 634X
- Nederlandse Thesaurus van Auteursnamen: 068175051
- Virtual International Authority File: 283104203
- WorldCat: E39PCjBG3QYhGbw4xfV6xBwgrq